# Heteragrion gorbi
Heteragrion gorbi — вид бабок родини Heteragrionidae. Описаний у 2021 році.

## Поширення
Ендемік Бразилії. Описний на основі шести самиць та однієї самиці. Зразки були зібрані біля степового струмка в Сан-Карлусі у штаті Сан-Паулу.

## Опис
Це вид з блакитним забарвленням тіла.